# Melrose
Melrose ist eine Stadt mit 2307 Einwohnern in den Scottish Borders am Ufer des Flusses Tweed. Der Name „Melrose“ stammt vom keltischen mail-rhos, was so viel wie „bestellte, bewirtschaftete Wiese“ bedeutet. Melrose liegt in der County Roxburghshire.

## Geschichte
Ursprünglich trug Melrose den Namen Fordel. Erst als im Jahre 1136 Zisterziensermönche begannen, die 839 zerstörte und ursprünglich einige Meilen weiter östlich gelegene Melrose Abbey in der Nähe der Siedlung wieder aufzubauen, übernahm die Ortschaft nach und nach den Namen des Klosters. Im 14. Jahrhundert und in den 1540er Jahren litt die Stadt genau wie die Abtei wiederholt unter einfallenden englischen Truppen. Als die Abtei schließlich im Jahre 1560 wegen der Reformation endgültig geschlossen werden musste, war die Stadt Melrose bereits ein etabliertes Zentrum für Woll- und Leinenproduktion.

## Sehenswürdigkeiten
In Melrose befindet sich die Ruine von Melrose Abbey, wo das Herz des schottischen Königs Robert I., genannt Robert the Bruce, beerdigt sein soll. In der Nähe von Melrose liegen das römische Kastell Trimontium und Dryburgh Abbey. Die nahegelegenen Eildon Hills waren in der Eisenzeit eine wichtige Basis des Stammes der Votadini, woran die Überreste einer riesigen Hügelfestung auf dem Gipfel des östlichsten Hügels erinnern. In den Hügeln soll auch König Artus begraben sein. Einige Meilen westlich der Stadt liegt Abbotsford House, Heimat des Schriftstellers Sir Walter Scott.
Das Ba’Game, ein auf heidnische Tradition zurückgehendes Spiel, das hauptsächlich von Orkney bekannt ist, wird hier zum Jahreswechsel gespielt.

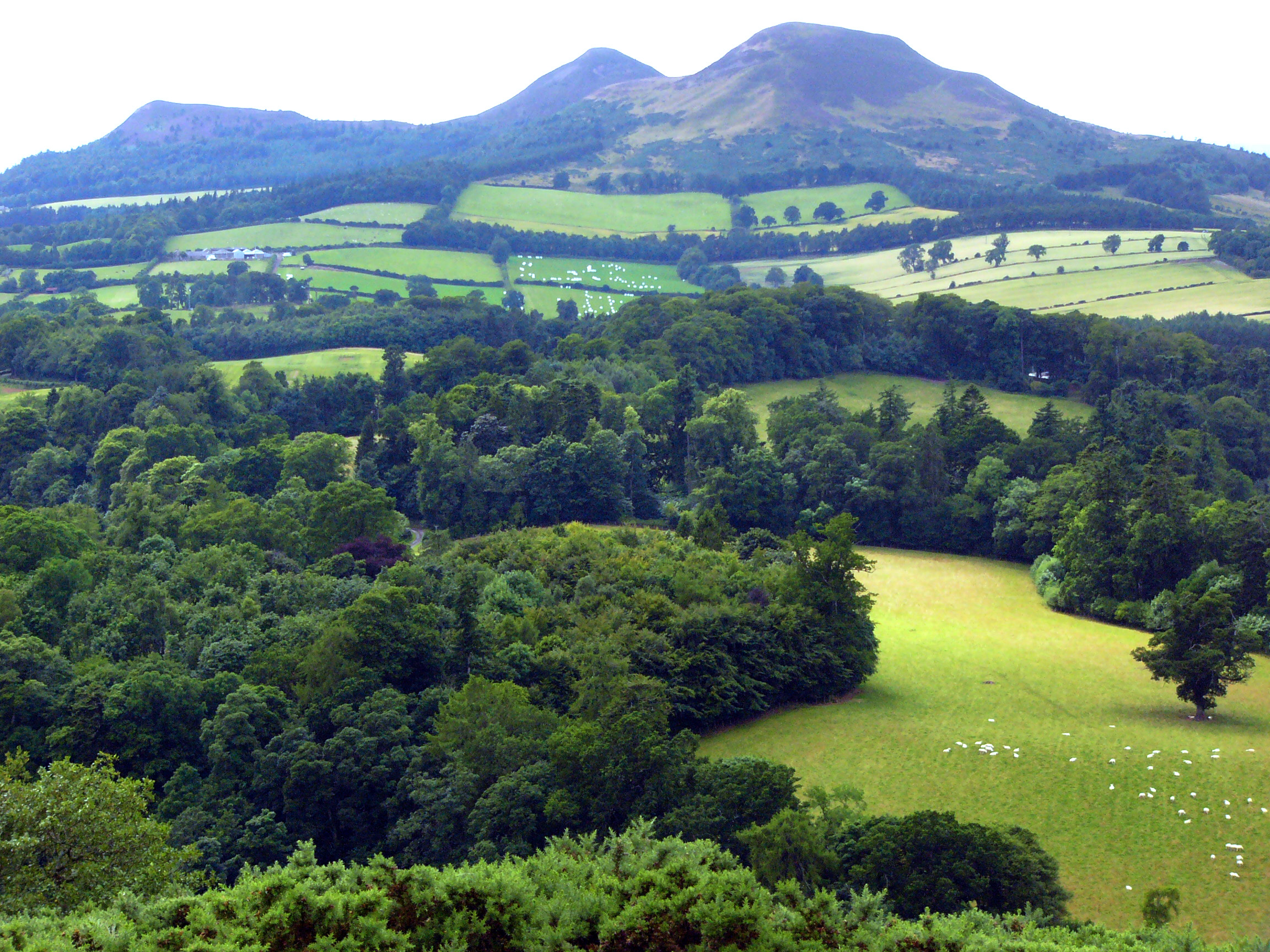
Trimontium
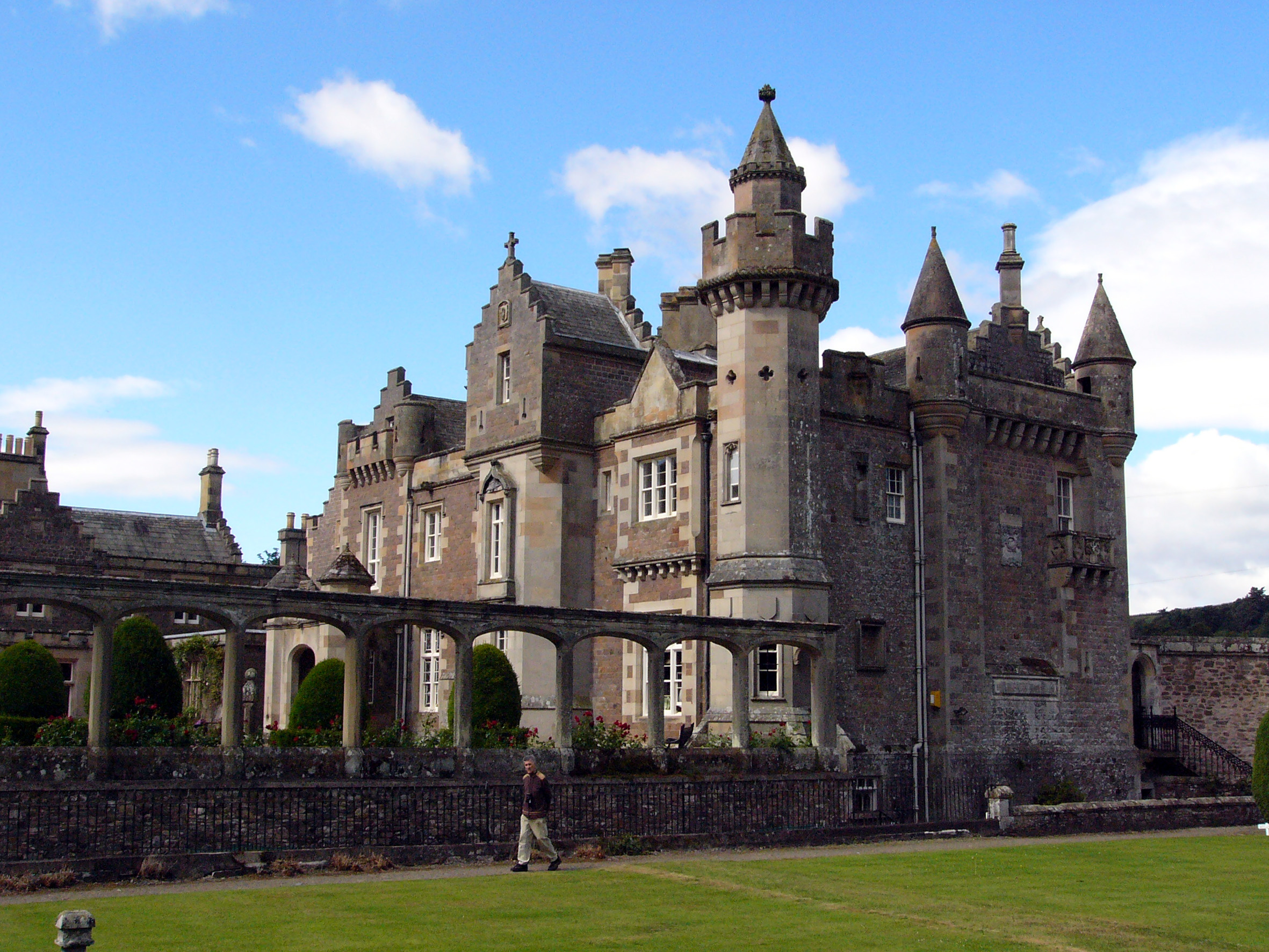
Abbotsford House

## Sport
Melrose ist der Geburtsort des Siebener-Rugby, das hier 1883 vom Metzger Ned Haig erfunden wurde. Seitdem werden die Melrose Sevens ausgetragen, dem ältesten Siebener-Turnier weltweit. Der Melrose RFC spielt in der Scottish Premiership. Haig wurde 2008 zusammen mit dem Melrose RFC für die Erfindung des Siebener-Rugby in die World Rugby Hall of Fame aufgenommen. Melrose war unter anderem einer der Austragungsorte bei der Frauen-Rugby-Union-Weltmeisterschaft 1994.

## Persönlichkeiten
- Thomas Trotter (1760–1832), Marinearzt und Autor
- Catherine Helen Spence (1825–1910), Schriftstellerin, Feministin und Sozialreformerin